# Lunarkalender
Ein Lunarkalender oder Mondkalender ist ein ausschließlich am Lauf des Mondes orientierter Kalender. Zur Abgrenzung von einem Lunisolarkalender, bei dem mit Hilfe eines gelegentlichen Schaltmonats eine grobe Anpassung an das Sonnenjahr vorgenommen wird,  heißt er auch  freier Lunarkalender oder ungebundener Lunarkalender.
In ihm werden zwölf Mondmonate zu einem  Mondjahr (Lunarjahr) zusammengefasst, das etwa 11 Tage kürzer als ein Sonnenjahr in einem Solarkalender ist.

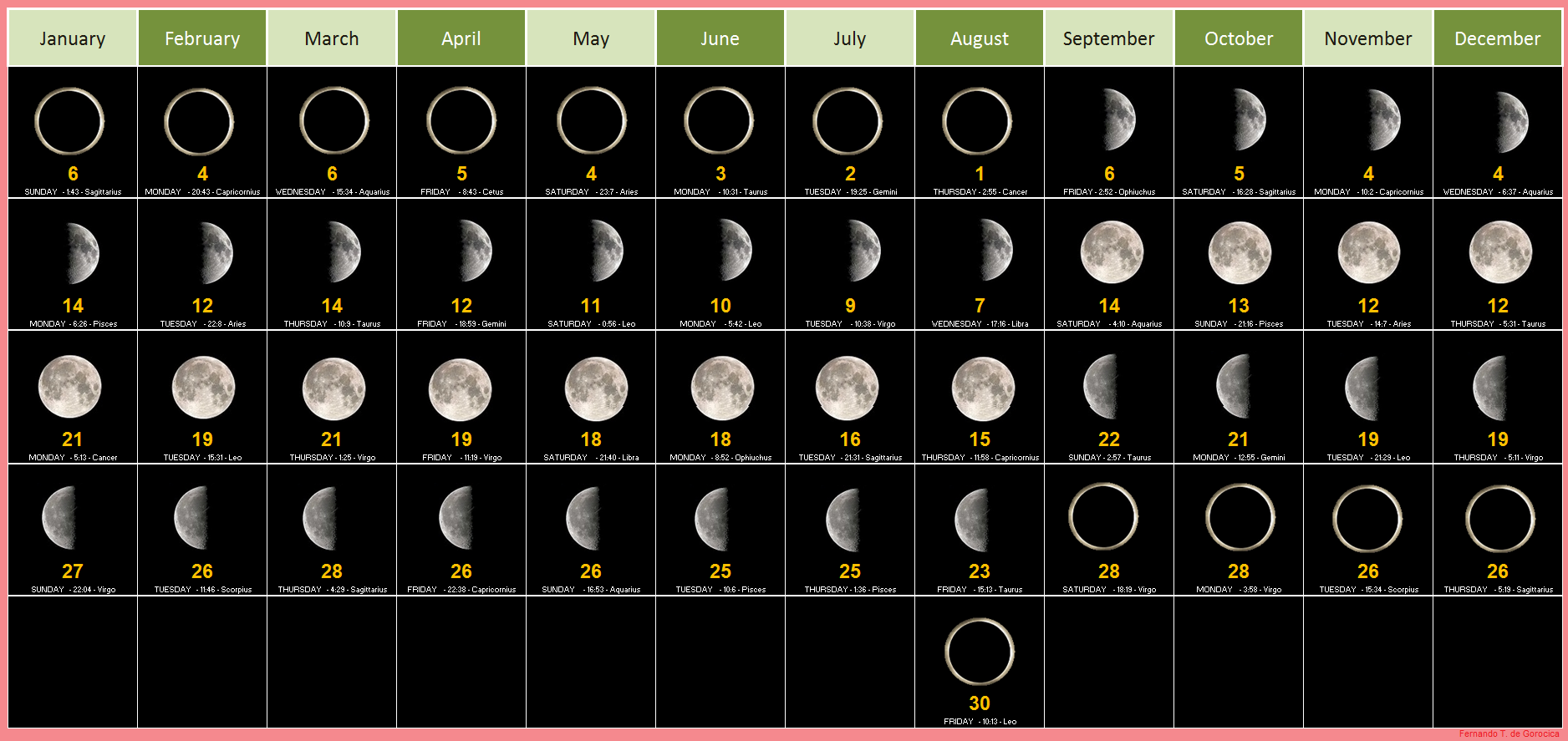
Die vier Mondphasen für das Jahr 2019 aus der Sicht eines nördlichen Beobachters

Vereinfachte Darstellung der Mondphasen

## Geschichte und Anwendung
Lunarkalender sind älter als Solarkalender, weil sie sich an einer sicher beobachtbaren Himmelserscheinung, nämlich den Mondphasen, orientieren. Die Sonnenphasen, zum Beispiel die Äquinoktien oder die Solstitien, sind ungleich schwieriger festzustellen.
Die Mondphasen haben als Periode den synodischen Monat (Lunation) mit einer durchschnittlichen Länge von 29,53059 Tagen (Schwankung zwischen etwa 29,27 und 29,83 Tagen). Im Kalender werden in der Regel  6 Monate mit 29 Tagen und 6 Monate mit 30 Tagen im Wechsel verwendet. Damit ist das kalendarische Mondjahr 354 Tage lang (6·29 + 6·30). Zur Anpassung an die astronomisch genaue Länge eines Mondjahrs mit 354,3671 Tagen (12 Lunationen) ist das kalendarische Mondjahr etwa alle drei Jahre um einen Tag länger. Schaltregeln werden üblicherweise nicht verwendet, der Beginn jedes Mondmonats ergibt sich einfach aus der Beobachtung.
Als Beginn des Monats wird in der Regel der gut feststellbare Tag des Neulichts benutzt, der  früher von einer Autoritätsperson beobachtet und verkündet wurde. Die Möglichkeit, dieses Datum vorauszuberechnen (sogenanntes arithmetisches oder zyklisches Datum) macht von Willkür und eventueller Bewölkung unabhängig. Das neue Jahr beginnt nach jeweils zwölf Monaten.
Beispiel für einen heute noch – wenigstens für religiöse Zwecke – gebrauchten Lunarkalender ist der Islamische Kalender. Sein Fastenmonat Ramadan ist das wichtigste religiöse Jahres-Ereignis im Islam. Er gleitet wie alle Islamischen Kalender-Daten in etwa 34 Jahren einmal rückwärts durch ein Sonnenjahr eines Solarkalenders.
Eine Person, deren Lebensalter nach islamischer Tradition mit 34 Jahren angegeben wird, ist  erst 33 Sonnenjahre alt. 100 Sonnenjahre entsprechen etwa 103 lunar gezählten Jahren. Der Lunarkalender eilt also umso mehr vor, je länger die Jahre gezählt werden.
Die Wiederverwendung des Lunarkalenders verordnete der Prophet Mohammed im 7. Jahrhundert, also zu einer Zeit, als in seiner Umgebung (Arabische Halbinsel) bereits ein Lunisolarkalender (Jüdischer Kalender) sowie ein Solarkalender (Julianischer Kalender) in Gebrauch waren.
Im Iran errechnet sich die Volljährigkeit nach Mondjahren.